# Bokeh

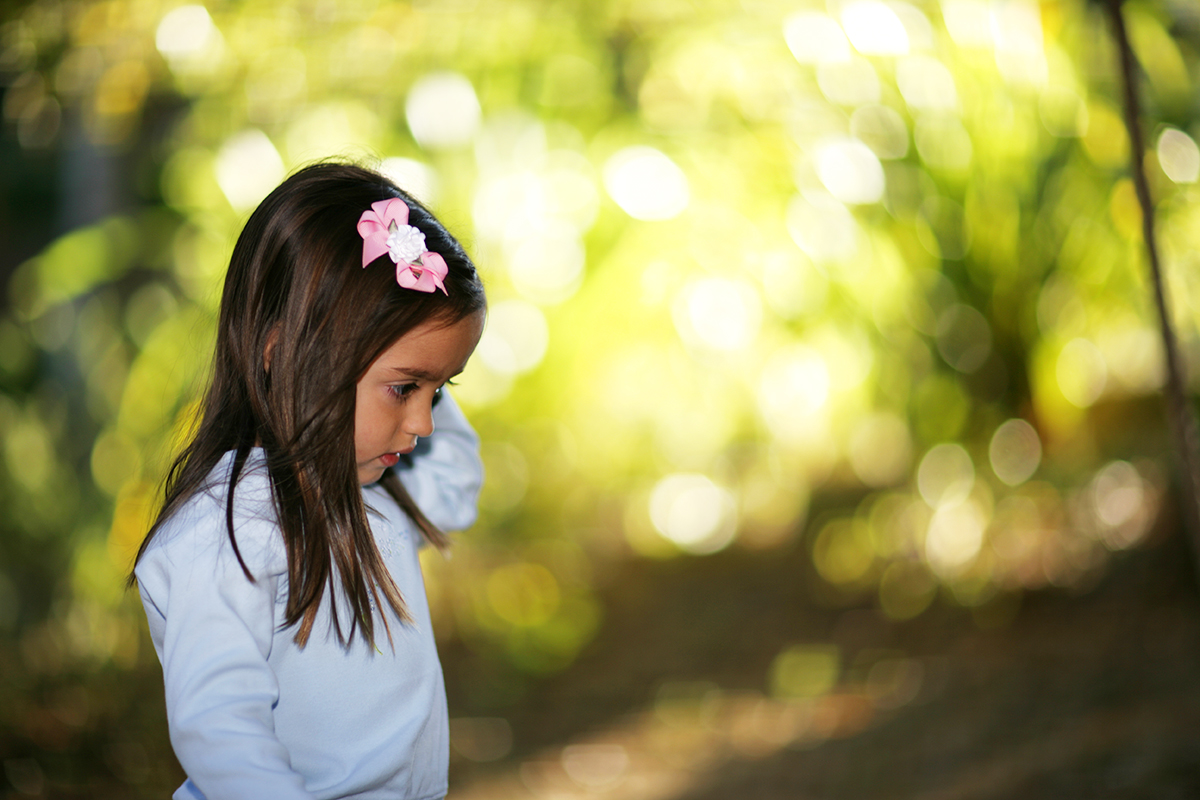
Bokeh en una foto disparada con diafragma f/1.2 y una distancia focal de 85 mm.

El anglicismo bokeh, del japonés ぼけ (boke), es un concepto que significa desenfoque. En fotografía se utiliza este concepto para hacer referencia a la calidad subjetiva de un objetivo por la estética de las zonas desenfocadas que produce en una fotografía. De un modo más gráfico y práctico se puede entender como la clásica imagen en la que el elemento principal es lo único que aparece enfocado y el  resto de los elementos "desaparecen", totalmente desenfocados, o lo hacen en forma de superficies luminosas poco definidas que hacen la labor de marco compositivo.
Se trata por tanto no de la cantidad de desenfoque que un objetivo produce, sino de cómo es. Para la fotografía de determinados motivos, es interesante que el fondo quede desenfocado para evitar distracciones al observar la fotografía y resaltar de este modo el motivo. Mientras que unos objetivos muestran los objetos desenfocados como manchas circulares, otros lo hacen en otras formas, colores y contrastes. Estas formas como manchas suaves de color que toman los objetos desenfocados es lo que caracteriza el bokeh de un objetivo.
Los números f recomendados para lograr el bokeh son los diafragmas más abiertos. 
Se trata por tanto de una prestación técnica. Las propiedades por las cuales un objetivo produce un desenfoque agradable a la vista no están todavía del todo claras. El número de láminas del diafragma por sí mismas no son un indicio fiable de si se obtendrá un bokeh en forma de una agradable neblina o un bokeh duro. Por lo general, los objetivos con zoom tienden a producir un mal desenfoque aunque no es siempre el caso. Un bokeh agradable es especialmente importante en objetivos muy luminosos, pues en sus mayores aperturas de diafragma pueden producir una profundidad de campo mínima. También es muy importante para objetivos de retratos, pues el fotógrafo de retratos prefiere profundidades de campo cortas para hacer desaparecer el fondo resaltando el motivo.
Los objetivos catadióptricos, debido a su construcción de espejos, producen un bokeh especial reproduciendo los objetos desenfocados en forma de anillos y no de manchas. Los objetos delgados y alargados del fondo aparecen frecuentemente como un doble contorno.

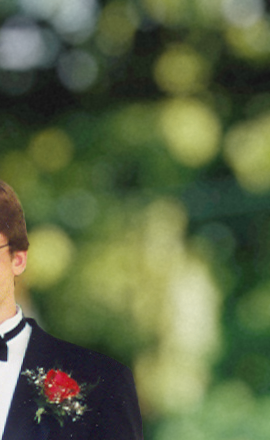
Bokeh creado con un tratamiento posterior
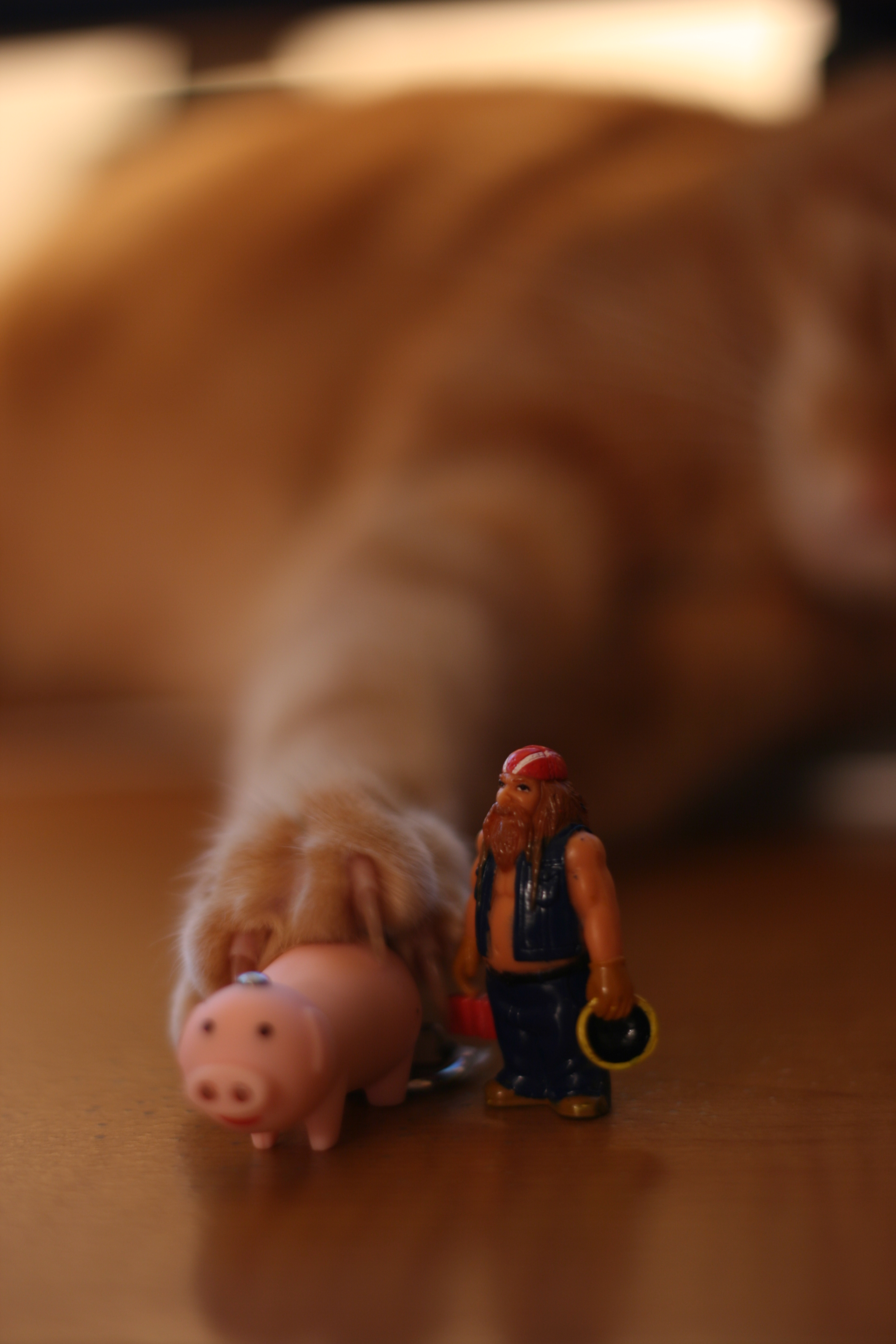
El primer tramo que perturba el plano parece surgir de la decoración, como el bokeh en el gato se mezcla con los colores de la tabla.
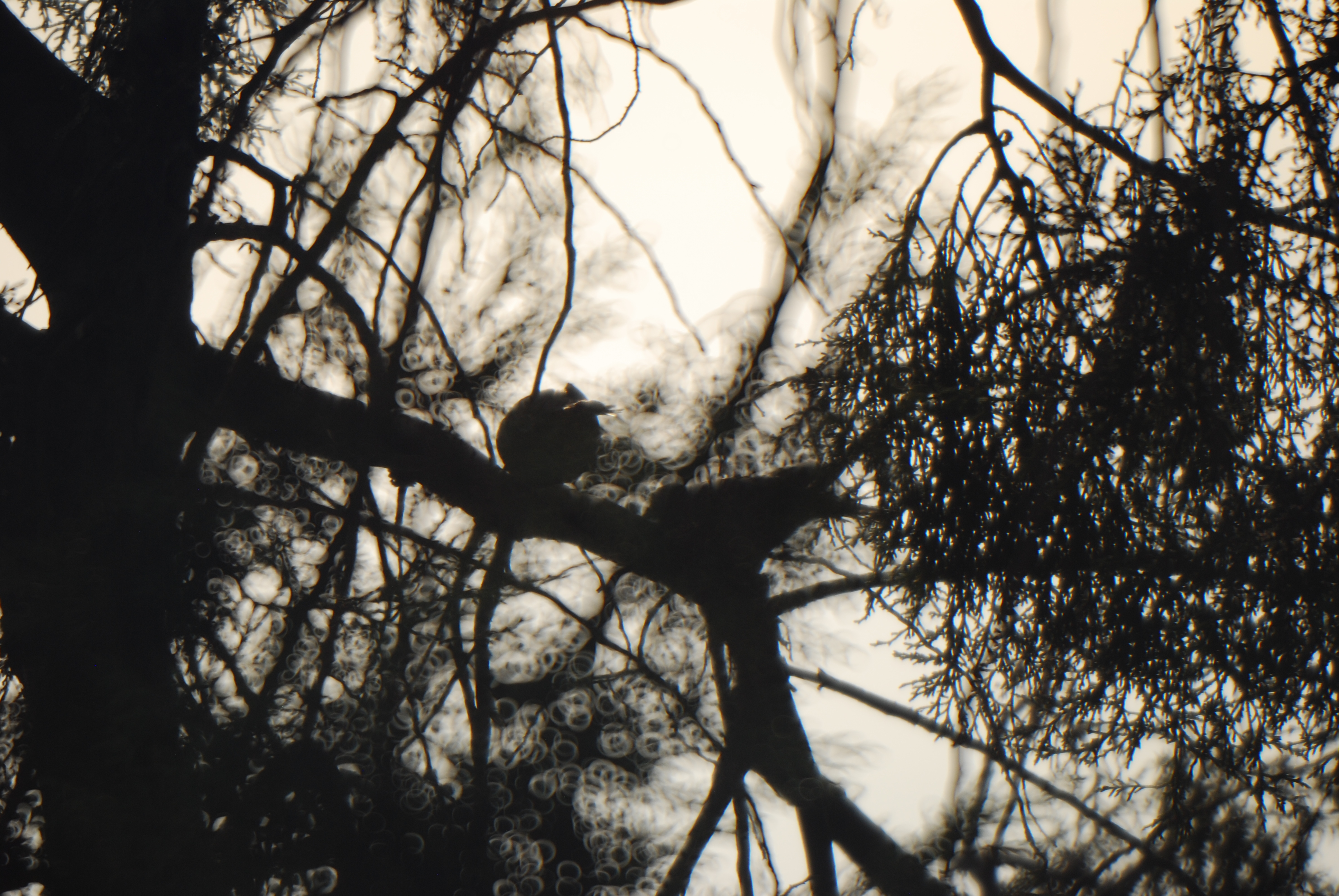
Bokeh característico de un objetivo catadióptrico
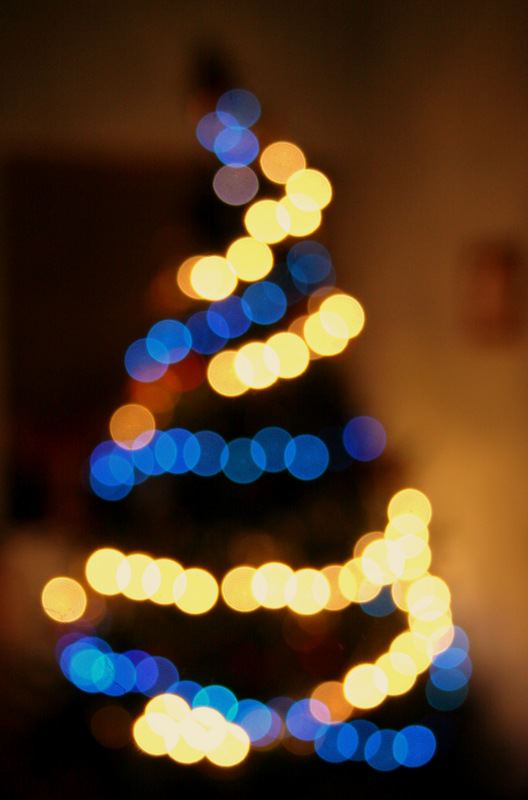
Bokeh de árbol de Navidad
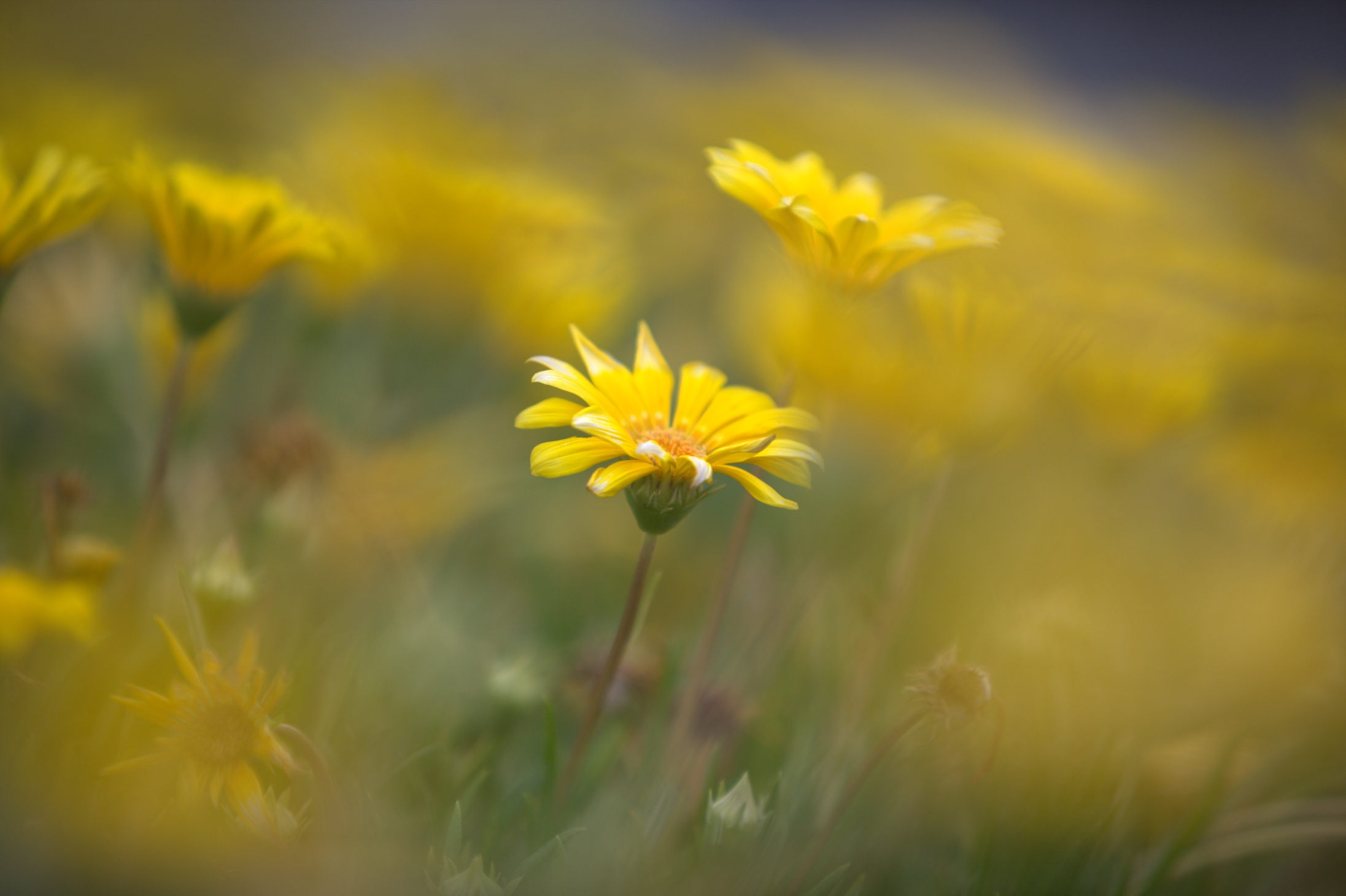
Bokeh de tele de 200 mm f/2,8
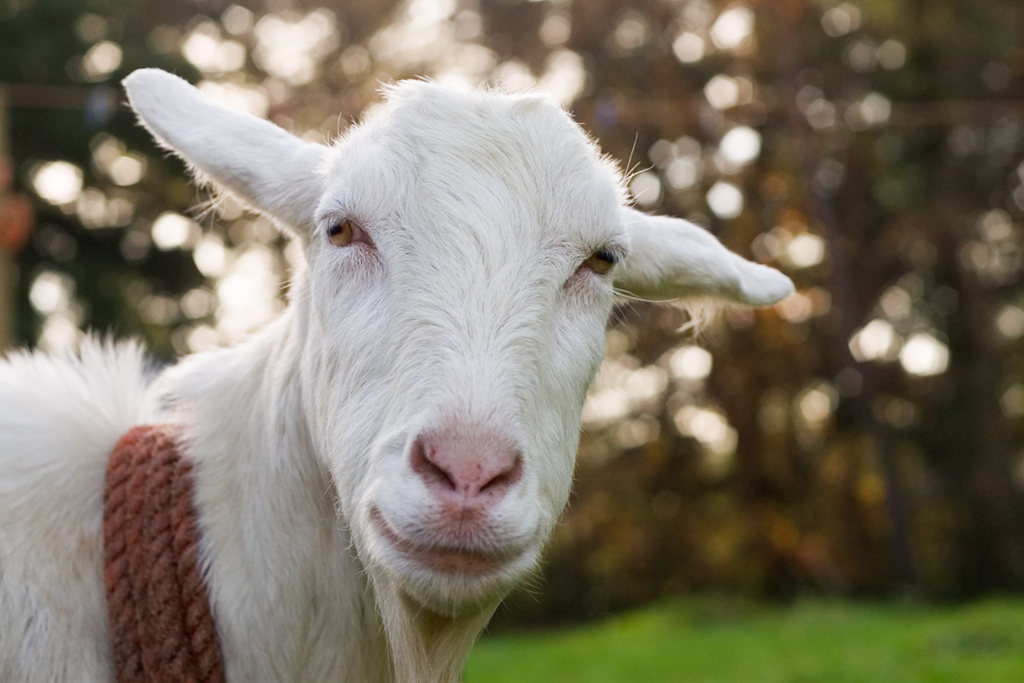
Bokeh pentagonal producido con un objetivo con diafragma de 5 hojas